# 巡回裁判所 (琉球民裁判所)
巡回裁判所（じゅんかいさいばんしょ、Circuit Court）は、琉球民裁判所における裁判所。沖縄を6裁判区に分けて、それぞれに巡回裁判所を設けている。裁判は裁判官1人で行う「単独制」と3人で行う「合議制」を採用している。

## 構成
巡回裁判所は、「巡回裁判所上席判事」と「巡回裁判所判事」により構成される。判事は、琉球列島高等弁務官の認可を得て行政主席が任命する。上席判事の任期は2年で、その他の判事は特に問題がない限り終身である。

## 裁判権
布告・布令によれば、次の事項についての裁判権を有する。
- 治安裁判所から上訴された第二審。
- 治安裁判所の管轄外の刑事・民事訴訟の第一審。
- 日本の家庭裁判所が扱う家事・少年事件に係る訴訟の第一審。
- 行政訴訟・労働訴訟の第一審。

## 死刑判決後の上訴
巡回裁判所において死刑判決が下った場合、被告人が判決に不服はないとして上訴する意向がなくても、巡回裁判所は琉球上訴裁判所に上訴の手続きをしなければならない。

## 巡回裁判所の一覧
- 中央巡回裁判所
- 島尻巡回裁判所
- 中頭巡回裁判所
- 国頭巡回裁判所
- 宮古巡回裁判所
- 八重山巡回裁判所